# Centrum transferu technologií Vysokého učení technického v Brně
Odbor transferu technologií VUT v Brně (OTT) je součástí Vysokého učení technického v Brně a funguje jako prostředník mezi akademickou obcí a aplikační sférou, mezi vědci a podniky. Do září 2014 se pracoviště nazývalo Útvar transferu technologií (ÚTT), nyní je jeho oficiálním názvem Odbor transferu technologií (OTT). 
Posláním OTT je chránit duševní vlastnictví univerzity a usnadnit využití výzkumných výsledků v praxi. Během své existence zajistilo právní ochranu desítek vynálezů zaměstnanců VUT v Brně, na konci roku 2019 evidovalo již 660 ohlášených poznatků. Zároveň navázalo úspěšnou spolupráci s mnoha tuzemskými i zahraničními podniky. OTT informuje vědce o oblasti ochrany duševního vlastnictví, zajišťuje ochranu vědeckých výsledků pomocí užitných vzorů, průmyslových vzorů a patentů a nabízí poradenství konkrétním podnikům při využití technologií z VUT v Brně.

## Úspěchy v ochraně duševního vlastnictví
V roce 2019 bylo na OTT ohlášeno celkem 70 nových poznatků, 10 zaměstnaneckých vynálezů bylo ochráněno prostřednictvím patentu a bylo registrováno bezmála 20 užitných vzorů.
V rámci ochrany duševního vlastnictví na evropském kontinentu byly na VUT v Brně v roce 2019 uděleny 4 evropské patenty.
Další zahraniční úspěchy potvrzuje udělení amerického, japonského a euroasijského patentu (2014) na holografický mikroskop, vyvinutý na Fakultě strojního inženýrství. Licence k tomuto mikroskopu byla prodána firmě Tescan již v roce 2011 a v roce 2013 byla oceněna jako nejlepší spolupráce mezi firmami a výzkumnou sférou.
K významným úspěchům roku 2013 patří i prodej licence biotechnologie Hydal, vyvinuté Centrem materiálového výzkumu Fakulty chemické, společnosti NAFIGATE Corporation. O tuto technologii je nadále zájem i na čínském trhu.

## Projekty
Centrum transferu technologií se podílí na realizaci těchto projektů:
RKO Jižní Morava
Projekt RKO funguje za účelem poskytování konzultací a informací vědcům a zástupcům průmyslu v oblasti financování výzkumů z mezinárodních fondů, jako jsou Rámcové programy Evropské unie a od roku 2014 zejména Horizont 2020.
Rozvojový projekt
Projekt je zaměřen na ochranu duševního vlastnictví na VUT v Brně a rozšíření patentového portfolia.
VUT Energetické zdroje, VUT Bezpečnost a obrana  a VUT Biomolekulární technologie 
Cílem projektů je komercializace nadějných technologií a vynálezů s vysokým aplikačním potenciálem v klíčových konkurenceschopných oblastech.
VUT Šance (TA ČR GAMA)
Tento projekt typu pre-seed poskytuje finance výzkumným týmům z VUT na ověření technologie (proof-of-concept) a její následnou komercializaci.
Podpora VaV
Projekt podporuje rozvoj komunikace a spolupráce výzkumu a vývoje s průmyslem. Projekt je ve fázi udržitelnosti.
TT Point
Projekt posílil efektivitu pracoviště transferu technologií a nabízené služby. Projekt je ve fázi udržitelnosti.

## Spolupráce

### Příklady spolupráce s průmyslem
- TESCAN - spolupráce roku 2013 - vývoj multimodálního holografického mikroskopu - revolučního prototypu mikroskopu na bázi nekoherentní holografie [8]
- SKUPINA ČEZ - vývoj dvoustupňové vírové turbíny se dvěma protiběžnými koly pro využití větších průtoků při vyšších hodnotách spádu[9][10]
- GEODIS - vývoj Komplexního mapovacího systému (KOSMAS) v rámci operačního programu Podnikání a inovace: program ICT a strategické služby[11]
- ELKO EP - vývoj bezdrátových a inteligentních instalací [12]
- PREFA Brno - vývoj plazmatických povrchových úprav skleněných vláken pro polymerní kompozity[13]
- TATRA - vývoj vznětových motorů emisních specifikací Euro 6 a vývoj nových kompozitních materiálů, které snižují hmotnost nákladních vozidel Tatra[14]
- FAKULTNÍ NEMOCNICE U SVATÉ ANNY V BRNĚ - vývoj nových metod, postupů a technologií na poli kardiologického a neurologického výzkumu, biomedicínského inženýrství, nanotechnologií, informačních technologií apod.[15]
- ZEMĚDĚLSKÁ A DOPRAVNÍ TECHNIKA - návrh a vývoj nosičů nástaveb s výměnnými nástavbami, nosič nástaveb MEGA 33 byl oceněn v roce 2012 na mezinárodní výstavě Země živitelka hlavní cenou „Zlatý klas“[16]

### Profesní asociace
- ASTP - Association of European Science & Technology Transfer Professionals[17]
- AKTOP - Associtation of Knowledge Transfer Organizations and Professionals[18]
- LES - Licensing Executives Society Česká republika[19]
- ProTon Europe - Innovation from Public Research[20]

### CTT na dalších univerzitách
- Centrum pro transfer technologií Masarykovy univerzity[21]
- Centrum transferu technologií Mendelovy univerzity[22]